# Takács Sándor (sakkozó)
Takács Sándor (anyakönyvezve: Sydlauer Károly néven) (Miskolc, 1893. február 10. – Budapest, 1932. április 22.) magyar sakkozó, sakkolimpiai ezüstérmes, sakkfeladványszerző.

## Sakkpályafutása
Vagyonos családból származott, de a háború után vagyonát elvesztette és hivatásos sakkmesterként előbb Bécsben, majd a 20-as évek végén Nyugat Európában élt.
Számos külföldi versenyen vett részt, Magyarországon viszont alig szerepelt. Eredményei alapján már úgy látszott, hogy a mesterek élgárdájába tör előre, amikor a tüdőbaj elhatalmasodott a szervezetén. Hamvai a Farkasréti temetőben nyugszanak.

### Kiemelkedő versenyeredményei[6]
- 1925: 1. helyezés, Budapest, Steiner Lajos előtt;
- 1926: 3-5. helyezéssel bronzérem az 1. FIDE versenyen, amely a 2. nemhivatalos sakkolimpiával egyidejűleg zajlott;[7]
- 1928: 1-2. helyezés, Trebitsch-emlékverseny, Bécs, holtversenyben Ernst Grünfeld osztrák sakkozóval;[8][9]
- 1928/29: 1-3. helyezés, Hastings;[10]
- 1929: 3-5. helyezés, Rogaška Slatina (Szlovénia). A versenyt Akiba Rubinstein nyerte, akit Takács legyőzött.
- 1930: 2-3. helyezés, Rotterdam;
- 1930: 2-3. helyezés, Antwerpen mesterverseny.

1930-ban a 3. sakkolimpián a magyar válogatott csapat tagjaként Maróczy Géza mögött a 2. táblán 14 játszmából 8,5 pontot ért el, ezzel nagyban hozzájárult ahhoz, hogy a csapat ezüstérmet szerzett. Olimpiai eredménye emlékét a világon egyedülálló sakkolimpiai emlékmű őrzi Pakson.

### Játékereje
A Chessmetrics historikus pontszámításai szerint a legmagasabb Élő-pontszáma 2600 volt 1926. augusztusban, amellyel akkor 21. volt a világranglistán. A legelőkelőbb helyezése a világranglistán a 20. volt, amelyet 1926. szeptemberben ért el. A legmagasabb egyénileg teljesített teljesítményértéke 2606 volt, amelyet 1928-ban Bécsben, a Trebitsch-emlékversenyen ért el.